# Зграда Главне страже у Сремској Митровици (споменик културе)
Зграда Главне страже у Сремској Митровици се налази у Градском парку, у улици Вука Караџића 4 и са зградом Окружног суда чини амбијенталну целину из периода Војне границе, када је Сремска Митровица постала средиште Петроварадинског деветог граничарског пука. Представља непокретно културно добро као споменик културе од великог значаја.

## Изглед зграде
По укидању Војне границе 1881. добила је другу намену, намену поште. За дате потребе зграда је претрпела знатне измене. Уградња већих прозора, подизање висине спрата и нови украсни елементи (фронтони, фуге и гирланде) нису знатно нарушили основну концепцију војнограничарске архитектуре. Масивни правоугаони блок са правилно распоређеним отворима, солидном градњом и једноставношћу обраде без сувишних детаља, сведочи о историјским и архитектонским карактеристикама времена у коме је грађевина настала. Испред зграде се налазило вежбалиште пука (данашњи градски парк).
После 60-их година 20. века Сремска Митровица је добило ново здање градске поште, па је у стару зграду усељен Историјски архив Срема.
Конзерваторски радови извођени су више пута, последњи 1996–97.

## Галерија
- Поглед из парка
- Старо језгро Сремске Митровице са здањем Архива „Срем“ у првом плану